# Јован Андрејевић
Јован Андрејевић Јолес (Нови Сад, 6. октобар 1833 — Нови Сад, 21. јул 1864) био је лекар, новинар и један од оснивача Српског народног позоришта у Новом Саду.

## Биографија
Отац Јована Андрејевића, Григорије-Глиша, је био свештеник и парох Саборне цркве, док му је мајка Персида умрла врло рано, тако да је син није упамтио. Јован Андрејевић је од малих ногу растао у добростојећој средини, која му је омогућила да добије одговарајуће образовање. Основну школу и првих шест разреда гимназије завршио је у Новом Саду. Међутим, пожар који је избио 1848. године уништио је Нови Сад, а и многе његове житеље материјално, па и оца Јована Андрејевића. Јован је, подучавајући своје материјално богатије другове, изучио седми и осми разред гимназије у Темишвару 1853. године.
После завршене гимназије отишао је у Пешту, где је започео студије медицине, затим у Праг и најзад у Беч, где је докторирао. За време студија бавио се научним радом и дошао је до нових резултата, које је саопштио стручњацима преко Извештаја Бечке академије наука под именом "Ueber den feineren Bau der Leber". Немачки физиолог европског реномеа Јакоб Малешот је уврстио његов рад о јетри у осму књигу својих "Испитивања". Поред научног рада, у току студирања активно је учествовао у раду Уједињене омладине српске, због чега је имао и неприлика са Баховом полицијом. За време боравка у Бечу двапут је био у затвору.
Андрејевић је био члан уредништва "Данице", сарадник "Србског дневника" и, Јованом Ђорђевићем, један је од оснивача Српског народног позоришта. Ушао је од оснивања у оба одсека позоришне управе. Када је 1862. године основано "Друштво за српско народно позориште" биран је у састав Позоришног одсека. Изабран је 1862. године за почасног члана Матице српске, а за члана њеног књижевног одељења 1864. године.
Поред великог интересовања за науку, Андрејевић је стигао да напише и низ књижевних радова. Још 1858. године објавио је у "Седмици" расправу о фотографији, а нешто касније, у "Даници", и чланке из области уметности. Андрејевић је био и одличан преводилац. Преводио је са енглеског и немачког језика. Био је први у Срба који је покушао да преводи Шекспира са оригинала, те је део „Ричарда Трећег", у његовом преводу, био приказан у Новом Саду 1864. године за тристогодишњицу рођења Вилијама Шекспира. Наручио је 1862. године од сликара песника Ђуре Јакшића "Смрт Карађорђеву", која је затим репродукована и умножена.
Андрејевић је као студент оболео од туберкулозе, што га је приморало да прекине своја научна истраживања и да се врати у Нови Сад. По повратку из Беча, 16. маја 1861. године, поднео је захтев Магистрату у Новом Саду у којем га моли за дозволу да отвори приватну праксу. Као лекар практичар, Андрејевић је врло брзо стекао добру репутацију. Сматран је "првог српског анатома".
По доласку у Нови Сад, оженио се 1863. године Јелком Бајић родом из Шопроња, али је брак остао без деце. Убрзо је др Јован Андрејевић поново почео поболевати од туберкулозе, те је током 1864. године био везан за постељу све до смрти 21. јула. Сахрањен је уз молитвено присуство владике Платона на Алмашком гробљу у Новом Саду, непосредно уз јужну страну капеле, где му се налази гроб, док је скроман споменик наслоњен на зид капеле. Његова заоставштина је износила свега 306 форинти. Према изјави његове супруге Јелке, уступљена је фонду Новосадске гимназије, чији је дародавац Андрејевић и за живота био.

## Галерија
- Споменик Јовану Андрејевићу наслоњен на зид капеле
- Гроб Јована Андрејевића